# Phlomidoschema
Phlomidoschema là một chi thực vật có hoa trong họ Hoa môi (Lamiaceae).

## Loài
Chi Phlomidoschema gồm các loài: